# Burg Wildenranna
Die Burg Wildenranna ist eine abgegangene mittelalterliche Höhenburg etwa 270 Meter südwestlich der Kirche von Wildenranna, einem Ortsteil der Gemeinde Wegscheid im Landkreis Passau in Bayern. Die Stelle ist als Bodendenkmal Nummer D-2-7448-0001 „Burgstall des Mittelalters und der frühen Neuzeit ("Wildenranna")“ geschützt.

## Beschreibung
Die bewaldete Burgstelle befindet sich auf einer nach Südwesten vorspringenden 580 m ü. NHN hohen Geländespornkuppe über den Tal der Ranna. Heute haben sich keine obertägig sichtbaren Reste der Anlage mehr erhalten. 